# Бэнкс, Пол (музыковед)
Пол Бэнкс (англ. Paul Banks) — британский музыковед
 и педагог.

## Биография
Окончил Эксетерский университет, защитил диссертацию о раннем периоде жизни и творчества Густава Малера в Оксфордском университете. В 1979—1989 годах преподавал в Лондонском университете, продолжая малеровские штудии. К этому периоду относится вызвавшее наиболее широкий резонанс свершение Бэнкса: в австрийском архиве он обнаружил пролежавшие там более ста лет сочинения Ганса Ротта — рано умершего композитора, которого теперь называют «недостающим звеном между Брукнером и Малером». В 1989 г. была впервые исполнена Симфония Ротта, завершённая им в 1878-м, после чего имя этого композитора вошло неотъемлемой частью в историю музыки конца XIX века.
После 1989 года Бэнкс занимал пост библиотекаря в Библиотеке Бенджамина Бриттена и Питера Пирса в Олдборо и к 1999 г. подготовил каталог опубликованных сочинений Бриттена. Два других композитора, чьё творчество находится в сфере исследовательского внимания Бэнкса, — Ферруччо Бузони и Гектор Берлиоз (в настоящее время Бэнкс является ответственным редактором нового собрания сочинений Берлиоза). Он преподаёт историю музыки в Королевском колледже музыки и возглавляет созданный при колледже Центр истории исполнительства (англ. Centre for Performance History), который, в частности, совместно с Кардиффским университетом курирует уникальный проект по сбору, оцифровке и занесению в онлайновую базу данных хранящихся в библиотеках, музеях и архивах Великобритании и Ирландии концертных программ.